# Вагри
Вагри (пољ. Wagrowie; рус. Вагры) су били западнословенско племе, део племенског савеза Бодрића. Од IX до  the XII века насељавали су Вагрију, чија територија данас припада области Холштајн у држави Шлезвиг-Холштајн на северу Немачке.

## Територија и градови
Живели су на обалама Балтичког мора око доњег тока реке Траве, на територији данашњих округа  Остхолштајн (Источни Холштајн) и Плен. Западну границу њихове земље представљала је Граница Саксоније (лат. Limes Saxoniae), а река Траве јужну. Њихов главни град био је Стариград, који Адам од Бремена помиње као Алдинбург. Стариград се данас зове Олденбург ин Холштајн, а налази се у немачкој држави Шлезвиг-Холштајн. Једно од имена овог града на пољском језику је Старгард Вагријски. Значајна средишта Вагра били су град Плонија у близини данашњег села Плен и градови у близини данашњих Литјенбурга, Ојтина, Зизела, Босауа, Шарсторфа, Белауа, Ојтин-Уклеа, Хазендорфа, Гикауа, Штофса I и II и Сехендорфа.

## Историја
Подручје Вагра, којим су они вероватно овладали у 7. веку, покривало је исток данашње немачке државе Шлезвиг-Холштајн. Главно утврђење Вагра био је Стариград (Старград), у коме су се налазили кнежев дворац и светилиште. Почетком 10. века Вагре је покорио Отон I Велики и превео их у хришћанство, али им је дозволио да задрже своје кнежеве. У Старграду је 968. створена епископија, али су словенски устанци 983. и 990. године елиминисали и епископију и немачку власт. Поново потпавши под утицај Немаца, Вагри су успели да понове успешан устанак 1066. и поново се ослободе, задржавши слободу у наредних скоро сто година. У региону Балтичког мора, Вагри су били на гласу као опасни пирати који су нападали данска острва попут Викинга.
У словенским устанцима с' краја X и почетка XI века, Вагрија је опустошена. Многи немачки градови и цркве су уништени, а становништво Полабских Словена проређено. Вагри су се 1066. удружили са Љутићима, са којима су напали саксонске тврђаве (бургварде) од Мекленбурга до Шверина, као и унутрашњост немачких земаља, а у својим походима допрли су све до Хамбурга. Око 1090. године, још увек пагански Вагри и Љутићи дошли су под власт кнеза Крута (пореклом Рујанца). Под вођством паганског кнеза Крута, чак су преузели и вођство у савезу Бодрића. Свако племе је бирало свог поглавицу који је био потчињен Круту. Хришћански Бодрићи су 1093. под вођством Хајнриха, потпомогнути неким Саксонцима и локалним нисконемачким становништвом, поразили Крута у бици код Шмилауа (битка на Шмиловом пољу) код Рацебурга (Ратибора), а Вагри су још једном доведени у статус вазала.
Саксонци са доњег тока реке Лабе су 1138-1139, освојили земље Вагра и опустошили их. Војвода Хајнрих Лав и гроф Адолф II Холштајнски поделили су освојене словенске земље међу собом. Вагрија са тврђавом Зегеберг припала је Адолфу, док је Полабија са Рацебургом припала Хајнриху. Траве је била граница ове две области. Адолф II Холштајнски је од 1143. почео да насељава јужну и централну Вагрију немачким насељеницима. Током Вендског крсташког рата 1147. године, Вагри су напали насеља Фламанаца и Фриза, која су основана недуго пре почетка устанка. Што представља њихов последњи забележени отпор германизацији. Немци су временом успели да асимилују Вагре.